# 方覺慧

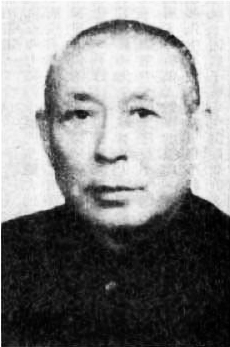
方覺慧

方覺慧（1886年—1958年）原名方士楷、方学惠，字子樵，湖北省蕲春县赤东镇方上湾人。中国民主革命家，中华民国政治人物。

## 生平

### 参加革命
方士楷幼年读经史。后受田桐引导，在19岁时加入中国同盟会。1906年，方士楷在武汉与其他青年组织革命团体，同季雨霖、张难先、熊十力、熊秉坤、蔡济民、曹亚伯、蓝天蔚、梁耀汉等往来。1907年，宛思演约集方士楷、詹大悲、李翊东、何亚新等人设“明德学会”，经常在洪山宝塔开会。1907年，方士楷与詹大悲、宛思演、何亚新等人考入黄州文普通学堂，和武昌新兵营的熊十力、黄冈绿营的梅宝玑等人成立“证人学会”。当时，黄州文普通学堂有位王姓教授口齿不清，讲义经常有错，故学生罢课。罢课数月，吴监督自武昌来该校镇压，查明闹事学生詹大悲、方士楷、何亚新三人，决定挂牌开除，但公布时只有詹大悲、何亚新二人，而方士楷则得监学毕惠康说情，仅予以留校查看。吴监督乃训勉方士楷认真读书，并将方士楷的名字改为“方学惠”。后来到民国元年（1912年），方学惠又将名字改为“方觉慧”。1909年，詹大悲、何亚新被开除离开黄州文普通学堂后，即到武汉参加革命，宛思演和方学惠留校发展学生组织。
振武学社因会员多为士兵，乃吸收青年学生合并组织革命团体，黄侃被推选审定草章，振武学社乃改为文学社，于辛亥年正月初一日（1911年）成立，社长为蒋翊武，方覺慧、黄侃、詹大悲、宛思演、刘尧澄、杨洪胜、彭楚藩、董必武等人都是文学社成员。方覺慧还担任《大江报》特约编撰。同年七月间，黄侃自北京来到汉口，正逢黄花岗起义失败，乃为《大江报》撰写社论《大乱者，救中国之妙药也》。翌日刊登后，被清政府认定为大逆不道，乃将詹大悲、何海鸣逮捕，封闭《大江报》。武昌起义后，1911年10月11日汉口光复，詹大悲、何海鸣出狱，成立汉口军政府，詹大悲任都督，何海鸣任参谋长，吴昆、温楚珩任秘书，方覺慧、宛思演任顾问。同年11月2日，清军占领汉口，詹大悲被李文辅救出，登外国轮船赴九江，方覺慧则来到武昌，任《湖北公报》编辑。当时，蒋翊武、张廷辅筹款创办《民心报》，任命高海澜为社长，方覺慧为总编辑，但该报因不同意黎元洪的多项措施，不久即被迫停刊。方覺慧还曾任鄂军都督府参议兼《中华民国公报》编辑。

### 民国肇建
1912年中华民国成立，同年中国同盟会改组为国民党。1912年，武汉的中国同盟会会员推张樾、方覺慧筹办日报，报社设在汉口英租界怡园后街，定名《震旦民报》，张樾任总经理兼总编辑，方覺慧任副总经理兼副总编辑，兵站总部筹出该报经费。当时兵站长为邢伯谦，副站长为何亚新，国民党湖北支部长为刘公，总干事为胡秉柯，方覺慧负责机要，掌握全部密电本。
1913年2月，中华民国第一届国会议员选举，宛思演、方覺慧赴黄州办理国会选举，《震旦民报》交吴月波代行。1913年3月间，宋教仁自北京来到汉口转赴黄州，为国民党候选人助选，田桐、吴昆、石瑛、詹大悲、宛思演、方覺慧在江岸组织民众欢迎宋教仁，并召集各县代表发表演说。1913年3月17日，方覺慧接获国民党北京党部密电，知袁世凯已派人赴上海刺杀宋教仁；次日，北京党部又来急电敦嘱严加防范，田桐、石瑛、方覺慧反复劝说宋教仁暂留黄州，改期赴上海，宋教仁回答“人总有一死，生死应得其时。”大家遂不再挽留，欢送宋教仁上船，宋教仁到南京改乘火车赴上海。3月20日，宋教仁在上海车站遇刺，两天后去世。孙中山闻讯后，于3月25日自日本返回上海，筹备讨伐袁世凯的计划。

### 二次革命
1913年4月，田桐致电《震旦民报》，促请方覺慧到北京接替田桐在北京、天津的工作，策划反袁，《震旦民报》由宛思演接办。方覺慧4月26日到达北京后，田桐即将国民党北京总部的国光新闻社移交给方覺慧，且登报声明；田桐又将在北京、天津的各方面关系及联络渠道介绍给方覺慧。交待完后，田桐离开北京，赴上海参与孙中山的讨袁策划。
当时，京畿总稽查长王天纵与方覺慧关系很好，愿与方覺慧合作杀袁世凯，指定其心腹、稽查长蓝剑豪负责联络及花费。袁世凯的拱卫军多为帮会人士，同情国民党，方覺慧乃与拱卫军下级军官策划炸死袁世凯。
1913年6月23日，田桐电召方覺慧赴上海汇报北京、天津的布置情况。7月2日，田桐带方覺慧面见总理孙中山，报告京津军队及政治活动。孙中山表示，等革命军占领武汉之后，中国北方由王天纵发动讨袁，其衔名令其自订，事后由总理孙中山任命。数天后，黄兴在愚园召各方面负责人开会，方覺慧代表京津地区参会，报告京津形势。7月9日，方覺慧经南京、武汉乘火车返回北京。7月12日，李烈钧宣布江西独立，檄文讨袁世凯。二次革命掀起。
1913年7月20日，稽查长蓝剑豪奉王天纵之命，告诉方覺慧警总将在次日清晨之前突击搜查，并告诉方覺慧已在日本人开设的山本医院预订了一个房间。当晚，方覺慧即开会疏散报社全部非正式员工，销毁密件，并请上海总部派来的查光佛立即回上海。散会之后，方覺慧赴山本医院，已在此等候的蓝剑豪稽查长安排方覺慧住院检查身体。次日，大量军警到报社搜查，未查出证据，乃捣毁印刷机。方覺慧与蓝剑豪商议，聘国会议员兼律师石润金起诉，结果由袁世凯政府赔款3000元。8月3日，王天纵约见方覺慧，告之时局紧张，嘱其早日离京。王天纵离开后，方覺慧即与懂日文的朋友赴日本领事馆打探消息，得知孙中山反袁军的南京已遭袁世凯的军队攻陷，当晚方覺慧召集同志决定各自潜逃，方覺慧于当晚乘京奉铁路列车，到营口乘船赴上海。
1913年8月11日，方覺慧抵达上海。此前，上海各报均刊登了王天纵破获国民党地下组织的消息，8月9日《申报》报导称，蓝剑豪因系袁世凯属下官员而立即被枪决，拱卫军官兵数十人也同时被处决，袁世凯以王天纵破案有功而重赏，并赐其名“王建忠”。故田桐、查光佛见到方覺慧之后十分惊喜。
方覺慧到上海后，与詹大悲赴南京，同何海鸣重振讨袁军，和张勋、冯国璋战斗十多日，终告失败。1913年，方覺慧曾游历内蒙古及外蒙古。

### 从日本到湖北
讨袁军失败后，方覺慧和第一师师长王献章逃往日本。1914年方覺慧入早稻田大学学习经济学。1914年，中华革命党成立，方覺慧加入该党。田桐偕方覺慧在东京见孙中山，商谈在长江发动革命。孙中山派田桐回湖北负责党务、军队，并派方覺慧为中华革命党驻汉特派员，提前回湖北组织中华革命党分部。方覺慧乃放弃学业，于1915年回到中国，潜回蕲春，将家中的田产作抵押，借银400两。时值粤汉铁路投标桥涵工程，方覺慧乃与曾留学日本学习土木工程的郑治平（号韵珊，郑逸侠之父）合组公司，郑治平担任总工程师，在汉口招股30万元以承包该工程，借以掩护反袁活动。此时，东京的中华革命党派朱干青、岑伟生到湖北呈报工作，方覺慧对外仅办工程事宜，湖北的党务、军队由田桐总理，赵鹏飞为秘书长，蔡济民为军事，方覺慧为秘书兼机要。
但是，负责江汉区的江元吉认为联络南湖炮兵团的时机已成熟，乃亲率炮兵发动起义，而步兵援军未到，战斗数小时后江元吉阵亡。此事导致整个起义计划被迫中止。未被通缉的革命党人躲藏到方覺慧的公司的各段工程地区。工程完工后，方覺慧转而全力协助田桐策划反袁。

### 大革命及其后
1917年，方覺慧随孙中山赴广东从军。1917年，奉孙中山之命，赴湘西联络常德镇守使蔡巨猷、梯队团司令廖湘云响应护法运动。1917年11月，任鄂湘招抚特派员。民国七年（1918年），孙中山派方覺慧赴鄂西联络军队，当时蔡济民光复利川，柏文蔚光复建始，故电催方覺慧赴恩施。方覺慧抵达奉节后，退驻奉节的豫军总司令王天纵特来拜会方覺慧。
1920年，方覺慧在许崇智的军队中任职，负责总务。1921年，方覺慧任广州大本营宣传处新闻主任。1921年，当选为中国国民党中央宣传委员。1922年陈炯明发动六一六事变后，方覺慧赴福建收编张清雨的部队。1922年，方覺慧任广州大本营特派宣传委员。1925年，方覺慧任国民革命军第十一军党代表。1926年，任国民政府军事委员会总训练部副主任。
1926年，方覺慧参加北伐，任江汉宣抚副使，后来出任新编十师少将党代表兼政治部主任。1926年夏，奉广州国民政府军事委员会命令，赴湘鄂边境收编夏斗寅部为国民革命军第一师。1927年，方覺慧任新编十师政治部主任。1927年，方覺慧任夏斗寅的国民革命军第二十七军政治部主任。1928年，方覺慧继续参加北伐。
1928年，方覺慧任中国国民党南京特别市党部常委，立法院立法委员，中国国民党中央军事委员会总政治部中将副主任、主任。他还曾任中国国民党中央军事委员会训练总监部政治训练处副处长。1929年，方覺慧出任湖北省政府委员兼农矿厅厅长，一度代理民政厅厅长职务，并暂代湖北省政府主席（因为主席李春萱未到职）。同年，方覺慧当选为中国国民党第三届中央执行委员（后来连任至第六届）。1930年，方覺慧出席了在日内瓦召开的国际劳工大会。1931年2月，中国国民党中央常委会议推荐方覺慧为四川区视察委员。1933年，方覺慧任中国国民党中央党部地方自治计划委员会主任委员兼鲁豫监察使，后来任宪政督导委员会副委员长等职。

### 从抗战到内战
抗日战争时期，方覺慧一度请缨参加抗战，为蒋介石所忌。1937年，改派为华北党务特派员。1940年，方覺慧出任中央党政委员会党务组组长。1941年，任中央党政考核委员会陕豫区考核团长。1944年，任中国国民党广东省党部主任委员。1946年，调任中国国民党湖北省党部主任委员，随即当选第一届国民大会代表。
方覺慧重视乡情，曾掩护胡风、方瀚（何定华），资助其船费赴日本避难。中原突围后，中共地方武装领导人方敏（中华人民共和国成立后曾为某军政委，后任中共南京市委书记）潜入武汉，方覺慧设法令其得以搭乘轮船赴南京，随后方敏找到南京的中共代表团后回到解放区。
1949年，方覺慧自武汉赴香港，在九龙居住一年多。因家中有十多口人，生活困难，他和千国勋等人自己动手盖房、种植蔬菜。当时同去九龙的还有刘文焕、程定远、方志平、王培礼、曹士杰、张弥川、艾时、杨啸伊、张刚、胡宗铎、涂思宗、宣铁吾等人。1953年，方覺慧赴台湾，继续担任第一届国民大会代表。1954年，参加国民大会会议，当选主席团主席。
1958年10月10日，方覺慧在台湾病逝。

## 著作
方覺慧在香港、台湾期间，潜心著述。平生喜爱古玩，信仰佛教。方覺慧的主要著作有：
- 《明太祖革命武功记》（完成于抗战时期）
- 《明太祖武功记》
- 《每子绎义》
- 《孔子编年记》
- 《国父开国纪年史稿》
- 《周秦学案》
- 《两汉学案》[1][5]
- 《孔子仁道哲学》
- 《大同仁道哲学》
- 《孔子论礼辑要》
- 《老子道德经解》

## 家庭
- 妻：孙健吾，育有二子二女。
  - 长女：方肇岳，侨居美国
  - 次女：方肇恒，侨居美国
  - 子：方定一，侨居美国[2]